# Zamo
| \| Zamo \| |
| Zamo       |

| Zamo |

Zamo ist sowohl eine Gemeinde (französisch commune rurale) als auch ein dasselbe Gebiet umfassendes Departement im westafrikanischen Staat Burkina Faso, in der Region Centre-Ouest und der Provinz Sanguié. Die Gemeinde hat in acht Dörfern 16.424 Einwohner.